# Brian Boru ír főkirály
I. Brian mac Cennétig, melléknevén óírül: Bóruma, mai ír helyesírással Bóirmhe, kiejtés szerint: Boru (sarc, hűbér, adó), (* 941 körül; † 1014. április 24., Clontarf), 976-tól Munster királya, 1002-től Írország főkirálya, a legnevezetesebb középkori ír uralkodó.

## Élete
A Dál Cais nemzetségből származott. Munsterben a vikingek segítségével szerezte meg a hatalmat, később viszont kezdte őket kiszorítani az ír partokról. Leigázta a Connachti Királyságot, 983-ban Leinstert is, és 1002-ben az írek főkirálya lett. A sziget egyesítésén fáradozva támogatta az armaghi püspökséget a primátusért folytatott küzdelemben. (A különálló ír egyház 1152-ben egyesült a római egyházzal, IV. Hadrianus (Adorján) pápa az armaghi érseket tette meg Írország prímásának.) 1014-ben Clontarfnál legyőzte a leinsteri és dániai vikingekből álló egyesült haderőt, de a csatában ő is elesett. Győzelmét követően a vikingeket kiszorították az ír földről. Brian utódai (Ó Briain-ház) alatt Írország törzsi királyságokra esett szét, amelyek nem tudták megakadályozni az angol előrenyomulását. (1170 és 1175 között II. Henrik angol király (ur.: 1154 - 1189) meghódította Írország keleti felét.)

## Utódai
Candale-i Anna magyar királyné Brian Boru 19. generációs leszármazottja volt.